# Star Falls
Star Falls é uma série de televisão americana criada por George Doty IV que foi exibida pela Nickelodeon dos Estados Unidos no dia 31 de março de 2018 até o dia 2 de setembro de 2018 e foi movida para o Teen Nick no dia 5 de agosto de 2018. A série tem o elenco de Siena Agudong, Kamaia Fairburn, Elena V. Wolfe, Dion Johnstone, Jadiel Dowlin e Marcus Cornwall.

## Enredo
Craig Brooks é um ator popular de Hollywood e pai de Diamond, Phoenix e Bo Brooks. Para seu papel mais recente no cinema, ele muda temporariamente sua família para a cidade de Star Falls, onde seu filme está sendo filmado. Enquanto lá, Diamond Brooks faz amizade com uma garota local, Sophia Miller.

## Elenco

### Principal
- Siena Agudong como Sophia Miller[1]
- Kamaia Fairburn como Diamond Brooks[1]
- Elena V. Wolfe como Beth
- Dion Johnstone como Craig
- Jadiel Dowlin como Phoenix Brooks[1]
- Marcus Cornwall como Bo Brooks[1]

### Recorrente
- Tomaso Sanelli como Nate
- Shawn Lawrence como Lou
- Liz Johnston como Ginger

## Produção
A série recebeu um pedido de 20 episódios em 13 de novembro de 2017 e estreou em 31 de março de 2018 nos Estados Unidos. No Brasil, a série está programada para estrear no dia 3 de novembro de 2018.

## Resumo
| Temporadas | Temporadas | Episódios | Exibição original   | Exibição original     | Exibição no Brasil    | Exibição no Brasil      | Exibição em Portugal | Exibição em Portugal |
| Temporadas | Temporadas | Episódios | Estreia             | Final                 | Estreia               | Final                   | Estreia              | Final                |
| ---------- | ---------- | --------- | ------------------- | --------------------- | --------------------- | ----------------------- | -------------------- | -------------------- |
|            | 1          | 20        | 31 de março de 2018 | 2 de setembro de 2018 | 3 de novembro de 2018 | 24 de fevereiro de 2019 | —                    | —                    |

## Episódios
| N.º | Título                                                             | Dirigido por   | Escrito por    | Exibição original                             | Cód. de produção | Audiência (milhões) |
| --- | ------------------------------------------------------------------ | -------------- | -------------- | --------------------------------------------- | ---------------- | ------------------- |
| 1   | "O Início (BR)" "The Celebrity Setup"                              | Stefan Scaini  | George Doty IV | 31 de março de 2018 3 de novembro de 2018     | 101              | 0,73                |
| 2   | "Lava-Se Tudo (BR)" "The Everything Wash"                          | Steve Wright   | Jennifer Daley | 7 de abril de 2018 10 de novembro de 2018     | 102              | 0,62                |
| 3   | "A Assistente (BR)" "The Assistant"                                | Stefan Scaini  | Ethan Banville | 14 de abril de 2018 17 de novembro de 2018    | 107              | 0,60                |
| 4   | "O Aniversário (BR)" "The Birthday"                                | Steve Wright   | Daphne Ballon  | 21 de abril de 2018 24 de novembro de 2018    | 103              | 0,60                |
| 5   | "A Coruja Sonolenta (BR)" "The Owl Bomb"                           | Stefan Scaini  | Laura Seaton   | 28 de abril de 2018 1 de dezembro de 2018     | 108              | 0,73                |
| 6   | "A Peça (BR)" "The Play"                                           | Steve Wright   | Cole Bastedo   | 9 de junho de 2018 8 de dezembro de 2018      | 104              | 0,47                |
| 7   | "O Leilão do Piquenique (BR)" "The Picnic Auction"                 | Steve Wright   | Cole Bastedo   | 16 de junho de 2018 15 de dezembro de 2018    | 109              | 0,60                |
| 8   | "A Confusão (BR)" "The Mole"                                       | Steve Wright   | Jennifer Daley | 23 de junho de 2018 22 de dezembro de 2018    | 105              | 0,56                |
| 9   | "A Coestrela (BR)" "The Co-Star"                                   | Steve Wright   | Meghan Read    | 30 de junho de 2018 5 de janeiro de 2019      | 111              | 0,43                |
| 10  | "O Encantador de Animais (BR)" "The Pet Whisperer"                 | Stefan Scaini  | Daphne Ballon  | 14 de julho de 2018 12 de janeiro de 2019     | 106              | 0,70                |
| 11  | "O Tapete Vermelho (BR)" "The Red Carpet"                          | Steve Wright   | Jennifer Daley | 28 de julho de 2018 19 de janeiro de 2019     | 110              | 0,59                |
| 12  | "Os Creths (BR)" "The Creth"                                       | Steve Wright   | Jennifer Daley | 5 de agosto de 2018 26 de janeiro de 2019     | 112              | 0.14                |
| 13  | "A Queda Da Coruja (BR)" "The Fall of the Owl"                     | Mars Horodyski | Cole Bastedo   | 5 de agosto de 2018 2 de fevereiro de 2019    | 114              | 0,10                |
| 14  | "O Noivado (BR)" "The Engagement"                                  | Mars Horodyski | Laura Seaton   | 12 de agosto de 2018 3 de fevereiro de 2019   | 113              | 0,12                |
| 15  | "Meninos Contra Meninas (BR)" "The Boys vs. the Girls"             | Mars Horodyski | Ethan Banville | 12 de agosto de 2018 9 de fevereiro de 2019   | 116              | 0,12                |
| 16  | "Acampamento Familiar (BR)" "The Camping Trip"                     | Mars Horodyski | Jennifer Daley | 19 de agosto de 2018 10 de fevereiro de 2019  | 115              | 0,07                |
| 17  | "O Artista Misterioso (BR)" "The Mystery Artist"                   | Don McCutcheon | Cole Bastedo   | 19 de agosto de 2018 16 de fevereiro de 2019  | 119              | 0,06                |
| 18  | "O Piquenique em Família (BR)" "The Family Picnic"                 | Don McCutcheon | Laura Seaton   | 26 de agosto de 2018 17 de fevereiro de 2019  | 118              | 0,10                |
| 19  | "Os Encalhados E Os Vestidos (BR)" "The Stranding and the Dresses" | Don McCutcheon | Jennifer Daley | 26 de agosto de 2018 23 de fevereiro de 2019  | 117              | 0,09                |
| 20  | "O Casamento (BR)" "The Wedding"                                   | Don McCutcheon | George Doty IV | 2 de setembro de 2018 24 de fevereiro de 2019 | 120              | 0,07                |

## Audiência
| Temporada | Episódios | Primeira exibição   | Primeira exibição   | Última exibição       | Última exibição     | Méd. audiência (milhões) |     |
| Temporada | Episódios | Data                | Audiência (milhões) | Data                  | Audiência (milhões) | Méd. audiência (milhões) |     |
| --------- | --------- | ------------------- | ------------------- | --------------------- | ------------------- | ------------------------ | --- |
| 1         | 20        | 31 de março de 2018 | 0,73                | 2 de setembro de 2018 | 0,07                | 0.38                     | ASD |

## Dublagem/Dobragem
| Personagem     | Dublagem        | Dublagem   |
| Principais     | Principais      | Principais |
| -------------- | --------------- | ---------- |
| Sophia Miller  | Sicilia Vidal   | ASA        |
| Diamond Brooks | Luiza Porto     | ASA        |
| Beth           | Márcia Regina   | ASA        |
| Craig          | Nestor Chiesse  | ASA        |
| Phoenix Brooks | Gabriel Martins | ASA        |
| Bo Brooks      | Marina Santana  | ASA        |
| Recorrentes    |                 |            |
| Nate           | Pedro Volpato   | ASA        |

|                     | Portugal     | Brasil        |
| ------------------- | ------------ | ------------- |
| Direção             | por anunciar | Márcio Araújo |
| Tradução            | por anunciar | Guy Demke     |
| Estúdio de Dublagem | por anunciar | UNIDUB        |